# Buffeting
Buffeting ist ein Phänomen der Aeroelastizität. Es ist die strukturelle Antwort der Flugzeugstruktur auf ein aerodynamisches Phänomen namens Buffet, eine instationäre (zeitlich variierende) Umströmung des Tragflügels. Buffet hat eine periodische Schwingung von Auftrieb und Widerstand zur Folge, was für die Flugzeugstruktur bedeutet, dass der Tragflügel zu elastischen Schwingungen angeregt wird. Die Frequenzen dieser Schwingungen liegen in der Regel im Bereich der Eigenschwingungen der Flügelstruktur (Biegung und Torsion) und tendieren daher stark dazu, den Flügel zu beträchtlichen Schwingungen anzuregen.

## Konsequenzen
Die Konsequenzen für den Flugzustand können erheblich sein. Einerseits kann Buffeting die Flugzeugstruktur an ihre statischen oder dynamischen Grenzen bringen und somit zum Versagen der Struktur führen. Andererseits befinden sich die Schwingungen in einem Frequenz- und Amplitudenbereich, der von Menschen als starke Vibration wahrgenommen wird. Der Komfort eines ruhigen Reiseflugs wäre stark beeinträchtigt. Die periodischen Schwankungen im Auftrieb des Flugzeugs können dazu noch so groß werden, dass nicht mehr ausreichend Auftrieb für den Reise- oder Manöverflug zur Verfügung steht. Die Steuerungsfähigkeit des Flugzeuges kann dadurch stark beeinträchtigt werden und in einen gefährlichen Flugzustand führen (Resonanzkatastrophe).

## Wahrscheinlichkeit des Auftretens
Verkehrsflugzeuge sind so ausgelegt, dass Buffeting in keinem Flugzustand auftritt. Die maximale Geschwindigkeit eines solchen Flugzeugs ist durch diese Buffeting-Grenze beschränkt. Genauer gesagt darf Buffeting bei maximal zulässiger Fluggeschwindigkeit noch nicht einmal einsetzen, wenn gleichzeitig die maximale Manöverlast (maximaler Auftrieb) geflogen wird, z. B. beim Abfangbogen zum maximalen Steigflug.